# Абубакірова Гульназ Ахматівна
Гульназ Ахматівна Абубакірова (нар.. 18 січня 1996 — російська шашистка, що спеціалізується в російських і міжнародних шашках. Багаторазова переможниця першостей Росії та Європи. Кандидат у майстри спорту.
Входила до складу молодіжної збірної Росії з міжнародних шашок (з 2004).

## Освіта
З 2002 по 2013 роки навчалася в Башкирській республіканській гімназії-інтернаті № 2 імені Ахметзакі Валіді (м. Ішимбай). З 2013 року — студентка факультету математики та інформаційних технологій Башкирського державного університету.
Виступала за команди цих навчальних закладів

## Спортивна біографія
Грати в шашки Гульназ Абубакірова почала з 6 років, коли ходила до дитячого садочка. Пішовши до першого класу, почала відвідувати секцію шашок при школі. Дебютувала на вищому рівні в 7 років, зайнявши 3-є і 2-е місця першості Республіки Башкортостан з російським шашок серед дівчат 1993 року народження та молодше. Вихованка СДЮСШОР з шашок міста Ішимбая (тренер І. С. Гатіятуллін) та групи підготовки професійного шашкового клубу «Башнефть» Виступала за шашковий клуб «Сатраш» (Ішимбай).
У 2005 році вперше взяла участь у першості Росії, де посіла 2-е та 3-є місця й отримала путівку на Чемпіонат Європи.
Гульназ Абубакірова стала срібною призеркою першості Росії з міжнародних шашок серед дівчат 1995 року народження та молодше (2005, Санкт-Петербург). Також, вона бронзова призерка першості Європи з міжнародних шашок у блискавичній програмі (2005 р. Ключборк, Польща), в основній — 7-е місце
Потім виборола срібні медалі на світової першості з російським шашок у віковій групі — 1996 р. н. і молодше в блискавичною програмі (2006, Санкт-Петербург).Тут же у Санкт-Петербурзі вона виборола бронзу з російським шашок у віковій групі — 1996 р. н. і молодше в основній програмі.
У 2006 році Гульназ Абубакірова виборола першість Росії у місті Уфа, потрапляє в молодіжну збірну Росії на першість Європи з міжнародних шашок (2006 р., Таллінн, Естонія). Срібний призер першості Європи з міжнародних шашок в основній програмі (2006, р. Таллінн, Естонія), переможниця — в бліці, бронзовий призер у швидкій програмі.
Також у 2006 році Гульназ Абубакірова стала переможницею першості Європи з російським шашок у складі команди Росії у білоруському Бресті. Тут вона стала срібним призером з російським шашок у блискавичній програмі.
У 2007 році виграла першість Росії і виступила на першості Європи з міжнародних шашок (2007, Санкт-Петербург), де в основній програмі турніру серед міні-кадеток (дівчата до 14 років) посіла 17 місце
У 2008 році на першості Європи з міжнародних шашок серед міні-кадеток (дівчата до 14 років) в основній програмі (2008, м. Щечин, Польща) посіла 5-е місце
У тому ж році на командній першості Росії з російським шашок серед шкільних команд «Диво-шашки» виступила у складі Ішимбайської башкирської республіканської гімназії-інтернату N 2 імені Ахмет-Закі Валіді і посіла 2-е місце (тренер-викладач Гатіятуллін, спортсмени: Азат Мухаметов, Айгуль Ідрісова, Ільгіз Рисаєв, Регіна Аюпова, Гульназ Абубакірова).
В тому ж складі в 2009 році виграла турнір
У 2011 році взяла участь у трьох важливих дорослих змаганнях. На Кубку Світу серед жінок (м. Уфа) набрала 9 очок з 18 можливих і посіла 19-е місце. Серед її суперниць — гросмейстери Нона Савіна, Олена Мильшина, Тамара Тансыккужина, Ольга Балтажі, Гузель Георгієва.
На чемпіонаті світу з бліцу серед жінок у місті Уфа виступила в попередній стадії, в одній групі з такими гросмейстерами, як Мотря Ноговіцина, Вікторія Мотричко (результат — нічия), Ніна Гукман, Ірина Пашкевич, Олена Мільшина (результат — виграш). Набравши 7 очок з 16 можливих, розділила 5-8-і місце, за коефіцієнтом — 7-а і невихід у фінал.
На чемпіонат Росії з міжнародних шашок серед жінок у швидкою програмою 2011 року в м. Ішимбай посіла 11-е місце.
У 2012 році на чемпіонаті ФМШ з міжнародних шашок серед жінок, який є відбором на чемпіонат Європи, у блискавичній програмі посіла 6-е місце
У 2016 році виграла особисто-командний чемпіонат серед вишів Республіки Башкортостан і чемпіонат ПФО з російських шашок.

## Відгуки
У січні 2012 року депутатка Державної Думи Салія Мурзабаєва в інтерв'ю за проектом з розвитку шашкового спорту в Республіці Башкортостан зазначила:
|  | Широко відомі імена переможців і призерів першостей Європи та світу, випускників школи Башкирської республіканської гімназії-інтернату(БРГІ) №2 імені Ахмед-Захі Валіді Тамари Тансиккужіної, Олесі Абдулліної, Айнура Шайбакова, Алії Амінової, Гульназ Абубакірової, Регіни та Руфіни Аюпових. |